# Metaphycus anneckei
Metaphycus anneckei é uma espécie de insetos himenópteros, mais especificamente de vespas parasíticas pertencente à família Encyrtidae.
A autoridade científica da espécie é Guerrieri & Noyes, tendo sido descrita no ano de 2000.
Trata-se de uma espécie presente no território português.